# Lampropholis delicata
Espèce
Synonymes
- Mocoa delicata De Vis, 1888
- Lygosoma cupreus Boulenger, 1890
- Leiolopisma hawaiiensis Loveridge, 1939
- Allengreerus ronhoseri Hoser, 2009
- Allengreerus delicata (De Vis, 1888)
- Lampropholis ronhoseri (Hoser, 2009)

Lampropholis delicata est une espèce de sauriens de la famille des Scincidae.

## Répartition
Cette espèce se rencontre au Queensland, en Australie-Méridionale, en Nouvelle-Galles du Sud, au Victoria et en Tasmanie en Australie. Elle a été introduite en Nouvelle-Zélande et à Hawaï.

## Description

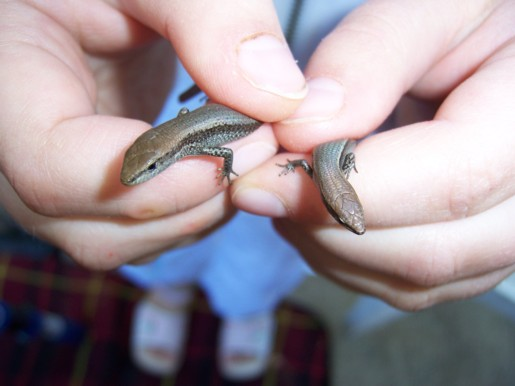

C'est un saurien ovipare.

## Publication originale
- De Vis, 1888 "1887" : A contribution to the herpetology of Queensland. Proceedings of the Linnean Society of New South Wales, sér. 2, vol. 2, p. 811-826 (texte intégral).